# Evangelos Damaskos
Evangelos Damaskos (řecky Ευάγγελος Δαμάσκος, narozen v Acharnes, data narození a úmrtí neznámá) byl řecký atlet, jehož specializací byl skok o tyči. Na 1. letních olympijských hrách v Aténách 1896 získal společně se svým krajanem Ioannisem Theodoropulem bronzovou medaili.
O jeho životě se mnoho neví, narodil se v atické obci Acharnes a závodil za družstvo Ethnicos GS Atény. Na Panhelénských hrách 1896, které byly nominací řeckých sportovců na olympiádu, utvořil řecký národní rekord ve skoku o tyči výkonem 290 cm. Na olympijský závod se dostavilo pět sportovců, z toho tři Řekové a dva Američané. Řekové zdaleka nebyli tak zdatní jako jejich zámořští soupeři, začínali na výšce 240 cm, kterou překonali, Damaskos a Theodoropoulos skočili ještě 260 cm, ale výš se nedostali, zatímco Američané začali skákat teprve na výšce 280 cm.

## Rozpory v pramenech
Ve statistických materiálech existují rozpory ve výkonech jednotlivých skokanů. Uvádíme zde údaje z anglické verze Wikipedie, ale jiné prameny uvádějí dosaženou výšku u Řeků 285 cm a u druhého Alberta Tylera 325 cm, jen u vítězného Billa Hoyta se shodují s 330 cm.